# Campoletis clitellaria
Campoletis clitellaria är en stekelart som först beskrevs av Walley 1927.  Campoletis clitellaria ingår i släktet Campoletis och familjen brokparasitsteklar. Inga underarter finns listade.